# Тхужовські
Тхужовські (пол. Tchórzowski, Tchórzewski) — шляхетський герб.

## Опис герба
Опис з використанням принципів блазонування, запропонованих Альфредом Знамієровським:
В червоному полі дві срібні перехрещені коси. Над косами розташована шестикутна зірка, а під ними — лицарський хрест. Нагорі герб увінчаний короною та клейнодом — трьома перами страуса.
У XVI столітті, від якого походять перші згадки про герб, не було нічого відомо про колір і клейнод. Реконструкція цих елементів проведена Тадеушем Гайлем, який розмістив власний опис в «Доповненні до Геральдичної книги польських родів»Uzupełnieniami do Księgi Herbowej Rodów Polskich.

## Історія
Печатка Станіслава Тхужовського від 1578 року.
Композицією герб Тхужовські схожий на герб Бибель.

## Роди
Герб був власним, тому вживався лише родом Тхужовських (пол. Tchórzowski, Tchórzewski).